# Maquishti
Maquishti ist das Debütalbum von Patricia Brennan. Die am 24. und 25. August 2018 im Samurai Hotel Recording Studio, Queens, New York, entstandenen Aufnahmen erschienen am 15. Januar 2021 beim Label Valley of Search. Der Titel bedeutet in den Nahuatl-Sprachen – beheimatet in Teilen Zentral- und Südmexikos, einschließlich Brennans Heimatstaat Veracruz – „Befreiung“.

## Hintergrund
Die zwölf Original-Instrumental-Kompositionen und Improvisationen, aus denen das Album besteht, wurden von Brennan auf Vibraphon und Marimba komponiert und solo gespielt. Patricia Brennan setzte dabei bestimmte Aufführungstechniken von Dämpfung bis hin zum Einsatz erweiterter Effekte über Gitarrenpedale und gelegentlich auch Elektronik ein. Für die Musikerin „spiegelt dieses Album meine Vision für das Vibraphon und das Potenzial all seiner Spielmöglichkeiten wider. Ich wollte nicht nur all diese Techniken in die Kompositionen einfließen lassen, sondern auch, dass sie Teil meiner allgemeinen Improvisationssprache werden,“ schrieb sie in den Liner Notes des Albums.

## Titelliste
- Patricia Brennan: Maquishti (Valley of Search VOS005)[1]

1. Blame It 4:12
2. Solar 4:10
3. Improvisation VI 3:20
4. Sonnet 5:43
5. Episodes 5:26
6. Improvisation III 3:53
7. Magic Square 6:53
8. Improvisation VII 3:11
9. I Like for You to Be Still 6:21
10. Point of No Return 4:26
11. Away from Us 4:12
12. Derrumbe de Turquesas 5:29

Die Kompositionen stammen von Patricia Brennan. Sie spielt Vibraphon in den Stücken 1–2, 4–6 und 9–11, Marimba in den Stücken 3, 8 und 12.

## Rezeption
Jeff Terich zählte das Album im Treble Zine zu den 20 besten Neuveröffentlichungen des Jahres 2021 und schrieb, es gebe bei der Auswahl stets Alben, die unweigerlich die Wahrnehmung des Jazz an sich herausfordern. Patricia Brennans Maquishti sei eine dieser Platten, schon weil es ein Werk von gespenstischer Atmosphäre und offenen Räumen sei. Brennan liefere ein Solo-Vibraphon-Album ab, das in seiner Präsentation herrlich klar und gleichzeitig rätselhaft sei. Wo Vibraphon-Giganten des Jazz-Kanons wie Bobby Hutcherson manchmal mit Intensität einen Schlägel schwingen würden, schwebe Brennan fast wie ein Geist über dem Instrument. Diese zwölf Stücke klängen beruhigend und doch ein wenig beunruhigend, zugänglich und doch mysteriös – ein Puzzle, in das es lohne, sich verwickeln zu lassen.

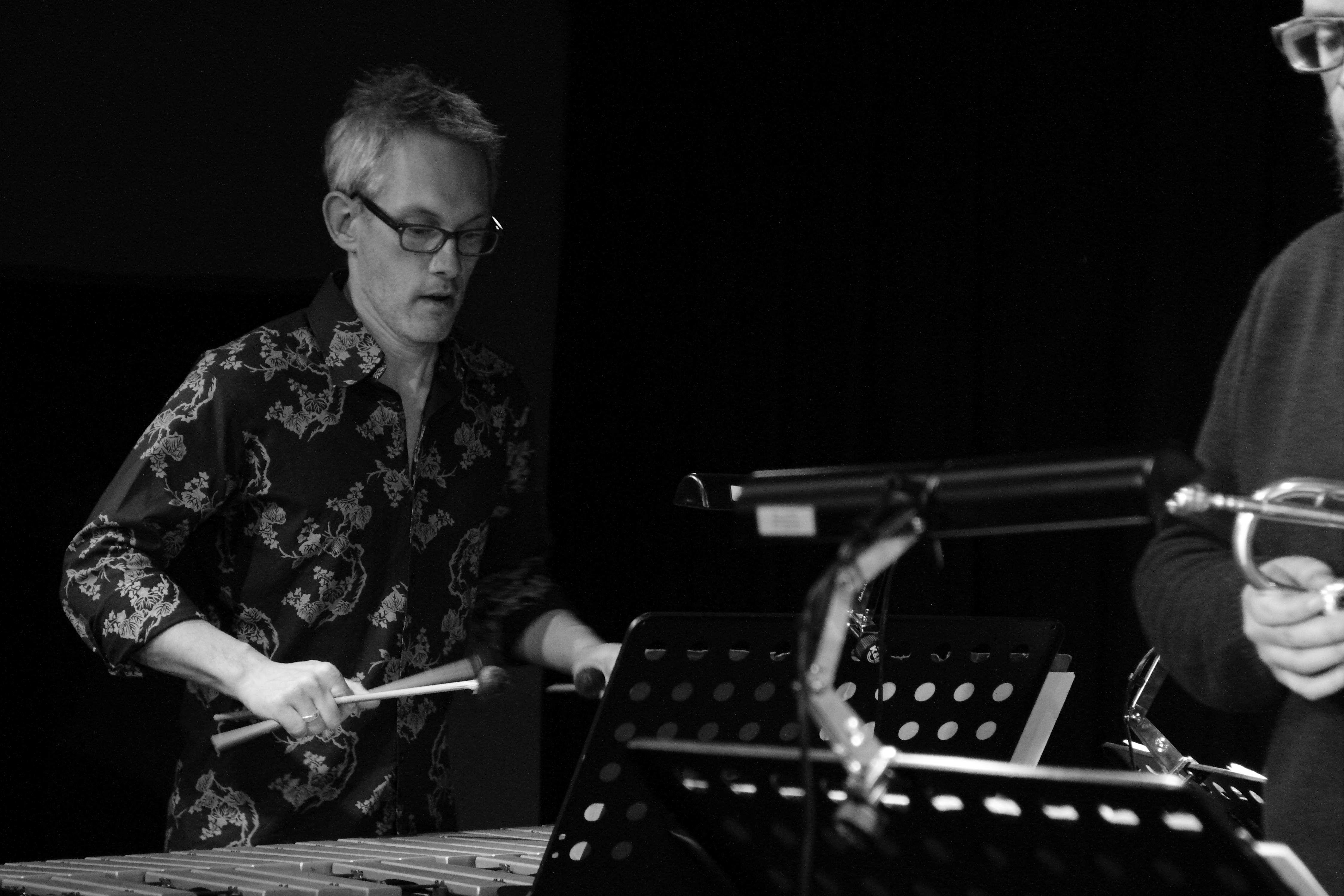
Matt Moran, 2014

Brad Cohan schrieb in JazzTimes, gegenüber ihren bisherigen Beträgen auf Alben etwa von Anna Webber, Matt Mitchell, Tomas Fujiwara und John Hollenbeck, bahne sich Brennan nun mit ihrem ätherischen Solodebüt mit einer überaus zarten Note ihre eigene Nische. Maquishti zeuge von ihrer unkonventionellen Sensibilität am Vibraphon [und Marimba], und der Albumtitel, der in der Nahuatl-Sprache „befreien“ bedeutet, bekräftige ihr Engagement, gegen den Strom zu schwimmen. Genau das mache Brennan hier. Es sei hier schlichtweg nicht möglich die Verbindungen mit dem legendären Lionel Hampton und heutigen Vibraphon-Koryphäen wie Matt Moran und Chris Dingman herzustellen; Brennan operiere auf einer ganz anderen klangdekonstruierenden Ebene. Es gebe zwar hier und da leichte Jazz-Anklänge in den zwölf komponierten und improvisierten Stücken, aber ihre hypnotischen, nebelartigen Klang-Landschaften – hergestellt mit Mallet-Percussion und Elektronik – tauchen ebenso in das Terrain der Ambient-Musik ein, mit einer kosmischen Bandbreite an Klang und Textur.
Kira Grunenberg schrieb im Down Beat, mit Stücken wie „Point of No Return“ bekomme Brennans Performance eine rasselnde, beunruhigende Qualität, und es gelinge ihr gleichzeitig, das Konzept der Klänge zu erweitern, die ein Vibraphon erzeugen kann. Behaglichkeit mit langen Stillephasen und sich langsam aufbauenden Höhepunkten charakterisieren Brennans meisterhaftes Gespür als Improvisatorin. Aber ihre konventionelleren Darbietungen – wie auf „Derrumbe De Turquesas“ – seien genauso kreativ und wirkungsvoll.
Nach Ansicht von Daniel Felsenthal (Pitchfork Media) nimmt ein so mutig ruhiges Album wie Maquishti einen unüblichen Platz in der modernen Musiklandschaft ein. Es sei eine Herausforderung, aber nie spießig, chaotisch oder schroff, wie es improvisierter Jazz sein kann. Es sei kontemplativ, aber so kompositorisch orientiert, dass es wahrscheinlich nicht mit Ambient-Musik verwechselt werden könne. Es enthält ein Instrument – die Marimba – das seinen zeitgenössischen Charakter in Mexiko, Mittel- und Südamerika entwickelt hat, doch Brennans Einsatz vollziehe sich weit von den musikalischen Traditionen dieser Regionen entfernt. Was sie auf Maquishti kreiere, sind beispiellose Klänge: „warm und glatt, modern und ewig zugleich. Man könnte sagen, dass Brennan das Vibraphon ins 21. Jahrhundert schleppt, aber ihre Aufzeichnung legt nahe, dass Schlagzeug auf Mallet-Basis immer reif für eine Erforschung war. Wir mussten einfach die Schönheit eines der plumpsten Instrumente im Raum erkennen.“